# 李顯曜
李顯曜（英語：Lee Hin Yiu Henry，1989年8月11日—），香港男藝人，於2017入讀無綫電視藝員訓練班。現為無綫電視經理人合約藝員。

## 参演作品

### 電視劇（無綫電視）
| 首播   | 劇名        | 角色     |
| 2023年 | 新聞女王    | 林子淳   |
| 2024年 | 旁觀者      | 阿番     |
| 2024年 | 再見·枕邊人 | Ivan     |
| 2025年 | 奪命提示    | 恐怖分子 |
| 2025年 | 虛擬情人    | 侍應     |
| 2025年 | 刑偵12      | Simon    |